# Teodoro Potamio
Teodoro Potamio (en griego: Θεόδωρος Ποτάμιος) fue un retórico griego bizantino. No se tiene mucha información sobre su vida. Floreció en la segunda mitad del siglo xiv. Escribió un monólogo dirigido al emperador Juan V Paleólogo y algunas cartas su suegro, Juan VI Cantacuceno, a Demetrio Cidonio y otros.